# Tiziano Bieller
Tiziano Bieller (Aosta, 22 febbraio 1956) è un ex sciatore alpino italiano.

## Biografia
Sciatore polivalente originario di Champoluc, Bieller ottenne i primi risultati agonistici in occasione degli Europei juniores di Ruhpolding 1973, dove vinse la medaglia di bronzo nello slalom gigante e nello slalom speciale, e nello stesso anno esordì in Coppa del Mondo, gareggiando in discesa libera e in slalom gigante. Il proseguimento della sua carriera fu segnato da numerosi infortuni che gli permisero di partecipare soltanto discontinuamente alla Coppa del Mondo e alla Coppa Europa; solo nella stagione 1979-1980 in Coppa Europa raggiunse risultati di alto livello, la vittoria nella classifica di slalom gigante e il 2º posto in quella generale vinta dal connazionale Siegfried Kerschbaumer, mentre in Coppa del Mondo conquistò l'unico piazzamento a punti l'8 marzo dello stesso anno a Oberstaufen in slalom gigante (12º). Un nuovo grave infortunio lo costrinse al ritiro; non prese parte a rassegne olimpiche né ottenne piazzamenti ai Campionati mondiali.

## Palmarès

### Europei juniores
- 2 medaglie[4][5]:
  - 2 bronzi (slalom gigante, slalom speciale a Ruhpolding 1973)

### Coppa del Mondo
- Miglior piazzamento in classifica generale: 81º nel 1980

### Coppa Europa
- Miglior piazzamento in classifica generale: 2º nel 1980[5]
- Vincitore della classifica di slalom gigante nel 1980[5]

### Campionati italiani
- 1 medaglia[7][8][9][10]:
  - 1 oro (slalom gigante nel 1980)